# Leonid Azgaldjan

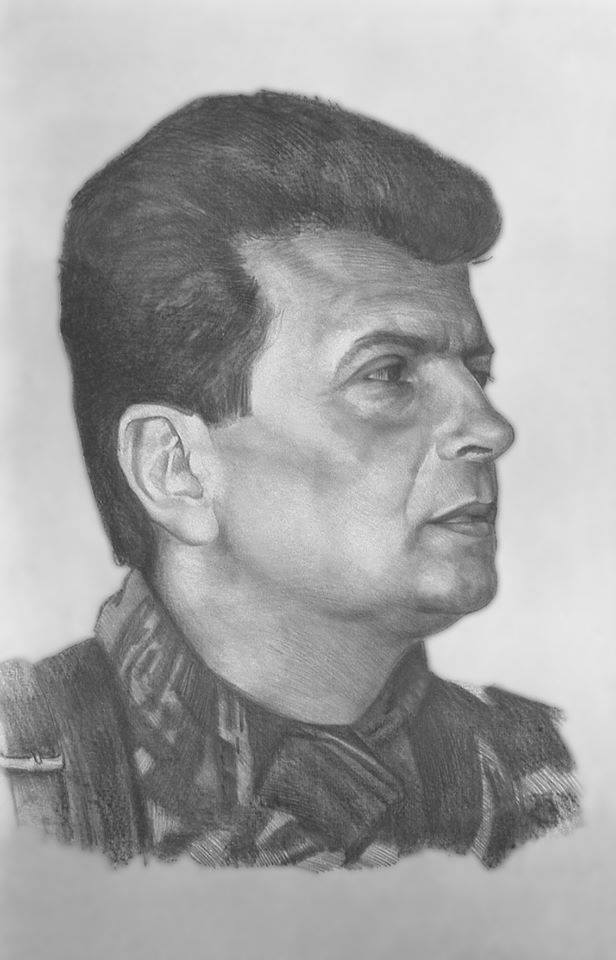
Leonid Azgaldjan

Leonid Azgaldjan (armenisch Լեոնիդ Ազգալդյան; * 22. November 1942 in Tbilisi, Georgische Sozialistische Sowjetrepublik, UdSSR; † 21. Juni 1992 in Ağdərə (Mardakert), Bergkarabach, Aserbaidschan) war ein armenischer Physiker und Militärkommandant während des Bergkarabachkrieges Anfang der 1990er Jahre.

## Biographie
Azgaldjan, der in Tbilisi zur Welt kam, schloss 1959 die Askanas Mrawjan-Allgemeinschule in Jerewan ab. 1960 nahm er ein Studium in Physik an der Lomonossow-Universität Moskau auf. Später wechselte er an die Staatliche Universität Jerewan und absolvierte diese mit Auszeichnung. Nach der akademischen Laufbahn war Azgaldjan in unterschiedlichen Bereichen der Volkswirtschaft der Armenischen SSR, unter anderem in der Planungsmethodik und Automatisierung von Regierungssystemen tätig. Gleichzeitig führte er wissenschaftliche Forschungen zu Automatisierungssystemen durch.
Mit der Eskalation armenisch-aserbaidschanischer Auseinandersetzungen in der Bergkarabach-Region schloss sich Azgaldjan im Februar 1990 der armenischen Separatistenbewegung an. Er beteiligte sich an bewaffneten Zusammenstößen mit der aserbaidschanischen Armee im armenisch besiedelten Dorf Çaykənd (Գետաշեն, Göygöl) sowie in den Provinzen Schaumjan und Ağdərə. Mit Howsep Howsepjan, einem Anführer der armenischen Separatisten in Bergkarabach gründete Azgaldjan im Juni 1991 die sogenannte „Befreiungsarmee“. Das erklärte Ziel bestand darin, durch einen bewaffneten Kampf das Gebiet Bergkarabach von Aserbaidschan abzuspalten.
Azgaldjan wurde am 21. Juni 1992 während der Gefechte nahe dem Dorf Tonashen getötet. Sein Nachfolger wurde Gilbert  Minassjan.